# L'Agora (magazine)
Pour les articles homonymes, voir Agora (homonymie).
L'Agora est un magazine trimestriel canadien fondé en 1993 par le philosophe Jacques Dufresne et Hélène Laberge.
Depuis 1998, L'Agora, recherches et communications inc., leur entreprise, publie également une encyclopédie en ligne, L'Encyclopédie de L'Agora.